# Archimylacris
Archimylacris is een geslacht van uitgestorven kakkerlakken uit het Laat-Carboon.

## Beschrijving
Deze twee centimeter lange kakkerlak had opvouwbare vleugels, een groot kopschild met lange, naar achteren gebogen antennes en dekschildachtige voorvleugels. Dit dier bewoonde warme en vochtige wouden en was waarschijnlijk een omnivore aaseter.